# Pteroplatytrygon violacea
Pteroplatytrygon violacea là một loài cá đuối thuộc về họ Dasyatidae và là thành viên duy nhất của chi Pteroplatytrygon. Nó thường đặt chiều rộng 59 cm (23 in). Nó có đuôi giống roi với gai độc dài, loài này có màu từ tím tới xanh và có răng nhọn ở cả hai giới. Pteroplatytrygon violacea phân bố toàn cầu ở các vùng nước ấm hơn 19 °C (66 °F), và di cư theo mùa. Pteroplatytrygon violacea hầu như chỉ sống ở các đại dương mở, loài này thường được tìm thấy từ tầng mặt nước tới độ sâu 100 m (330 ft). Đây cũng là loài cá đuối gai độc sống ở biển, đây là sinh vật năng động nhất trong họ nhà cá đuối gai độc. Chúng sống lang thang trong các vùng biển nhiệt đới và cận nhiệt đới.
Chế độ ăn uống của loài này bao gồm các động vật không xương sống phù du và cá xương. Nó săn mồi tích cực, dùng vây ngực lớn để bẫy và đưa thức ăn vào miệng. Nó được biết có thể tận dụng cơ hội kiếm ăn theo mùa như mùa mực đẻ trứng. Như các loài cá đuối khác, nó đẻ noãn thai sinh, phôi của nó ban đầu được nuôi bởi noãn hoàng và sau đó là histotroph ("sữa tử cung").
Pteroplatytrygon violacea có giai đoạn mang thai ngắn từ 2-4 tháng, cá đuối cái đó thể đẻ hai lứa, mổi lứa 4-13 cá đuối con mỗi năm. Việc sinh đẻ thường xảy ra ở vùng xích đạo, với ngoại lệ là biển Địa Trung Hải, vào thời gian khác nhau giữa các vùng. Chúng hiếm khi bị bắt gặp, trừ trong ngư nghiệp, Pteroplatytrygon violacea có thể tạo nên một vết thương rất xấu, hay thậm chí chí tử. Nó có ít giá trị kinh tế và thường bị vất đi.

## Phân loại và phát sinh loài
Pteroplatytrygon violacea ban đầu được mô tả bởi nhà tự nhiên học người Pháp Charles Lucien Bonaparte ở chương ba của Iconografia della fauna italica per le quattro classi degli animali vertebrati vào năm 1832. Ông đặt tên cho nó là Trygon violacea, từ tiếng Latin viola ("tím"), và mô tả hai cá thể được thu thập ở Ý. Chi Trygon từng bị cho là từ đồng nghĩa với chi Dasyatis. Năm 1910, nhà động vật học người Mỹ Henry Weed Fowler đưa loài này vào phân chi mới được tạo ra là Pteroplatytrygon, từ tiếng Hy Lạp pteron ("vây"), platus ("rộng"), và trygon ("cá đuôi"). Sau đó nhiều tác giả nâng Pterplatytrygon lên thành cấp chi, mặc dù một vài nhà phân loại học cho rằng Pteroplatytrygon không đủ khác biệt để tách ra từ Dasyatis.
Theo giải thích phát sinh loài năm 2001 của Lisa Rosenberger, dựa trên hình thái học, cho thấy Pteroplatytrygon violacea là một trong những loài cơ sở trong họ Dasyatidae, là nhóm chị em trong nhánh gồm các chi Pastinachus, Dasyatis, và Himantura.

## Mô tả

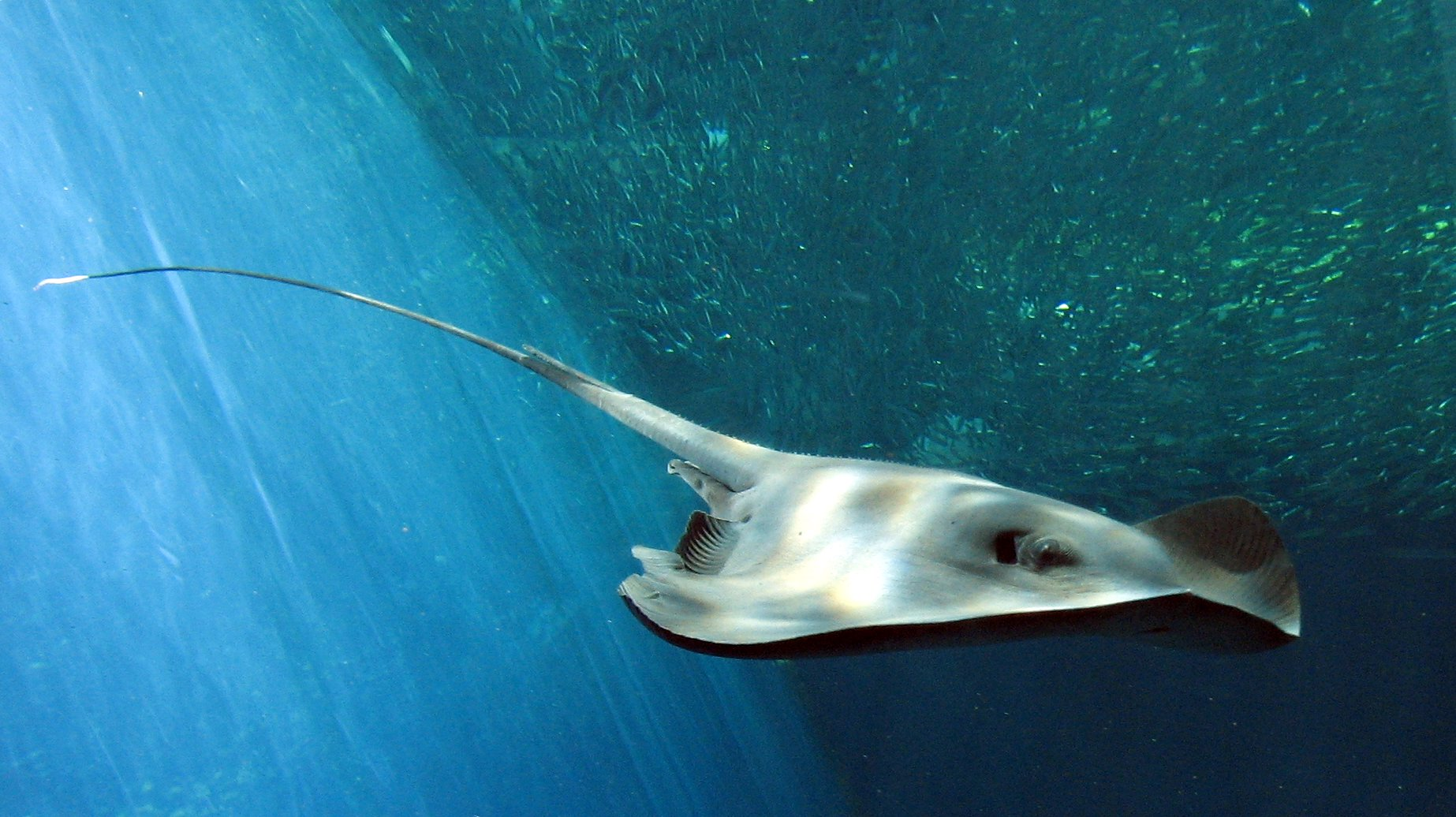

Nó có vây ngực rất dày, rộng hơn dài. Mõm ngắn với đầu tròn. Đôi mắt nhỏ và, không như các loài cá đuối khác, mắt không nhô lên trên cơ thể, lỗ thở ngay sau mắt. Miệng nhỏ và hơi cong, có một cấu trúc nhỏ ở hàm trên vừa với một lỗ hõm hàm dưới. Có thể có đến 15 xếp thành một hàng ở hàm dưới. Hàm trên có 25–34 dãy răng, hàm dưới có 25–31 dãy răng; răng ở hai giới đầu có đỉnh nhọn, nhưng răng con đực dài và sắc hơn. Đuôi của nó dài gấp đôi thân mình, dày ở gốc đuôi và thuôn nhọn dần, gai độc rất dài. Khi bị bắt, nó tiết ra một chất nhầy phủ trên cơ thể. Pteroplatytrygon violacea thông thường dài 1,3 m (4,3 ft) và rộng 59 cm (23 in). Các cá thể lớn nhất được ghi nhận trong một cuộc thí nghiệm xảy ra trong điều kiện nuôi nhốt từ năm 1995 tới 2000, con đực rộng tới 68 cm (27 in) và nặng 12 kg (26 lb), con cái rộng 94 cm (37 in) và nặng 49 kg (108 lb).

## Quan hệ với con người
Pteroplatytrygon violacea không thích tấn công người và ít khi bị bắt gặp, nhưng nó có gai đuôi độc rất dài. Nó đã gây ra hai vụ tử vong cho con người: một người câu cá ngừ bị và một ngư dân khác bị mắc uốn ván sau khi bị đâm. Loài này đã được nuôi trong hồ cá công cộng khoảng một thế kỷ nay.
Thịt và sụn của Pteroplatytrygon violacea đôi khi được sử dụng, ví dụ như ở Indonesia, nhưng hầu hết các phần của loài này không có giá trị và bị loại bỏ. Nó dễ bị mắc vào lưới rê, lưới vây kéo, và lưới kéo đáy, khiến nó vô tình bị bắt. Mức độ đánh bắt loài này vẫn chưa được xác định. Một nghiên cứu ở Thái Bình Dương cho rằng số lượng của Pteroplatytrygon violacea đang tăng lên từ thập niên 1950, có lẽ do săn bắt cá thương mại đã làm giảm đi số lượng các động vật ăn thịt bật cao, như cá mập và cá ngừ. Do thiếu thiên địch, cộng với phạm vi phân bố rộng và sinh sản nhanh, Liên minh Bảo tồn Thiên nhiên Quốc tế (IUCN) xếp loài này là loài ít quan tâm.